# Vranje, Srbija
Vranje (izvirno srbsko Врање) je mesto v Srbiji z okoli 50.000 prebivalci. Leži na skrajnem jugu oz. jugovzhodu države v Vranjski kotlini med Kosovom, Bolgarijo in Makedonijo ter je upravno, kulturno in gospodarsko središče Pčinjskega okraja, pa tudi Vranjske pravoslavne metropolije. 

## Geografija
Vranje je središče Pčinjskega upravnega okraja, ki ga sestavljajo občine Bosilegrad, Bujanovac, Vladičin Han, Preševo, Surdulica in Trgovište ter Mesto Vranje; k slednjemu poleg samega Vranja spada tudi Vranjska Banja. Vranje leži na severozahodu Vranjske kotline na levem bregu Južne Morave, ob vznožju hribov Pljačkovica (1231 m), Krstilovica (1154 m) in Pržar (731 m). 
Mesto leži okoli 40 kilometrov od makedonske, 70 kilometrov od bolgarske in 20 kilometrov od kosovske meje. Od Beograda je oddaljeno okoli 340 kilometrov, od Niša 110 in od Skopja 100 kilometrov. 

## Zgodovina
V starih listinah se kraj prvič omenja v 12. stoletju. V časih Osmanskega cesarstva je bilo Vranje pomembno križišče poti iz Srbije v Makedonijo in Bolgarijo z delavnicami orožja in drugih kovinskih izdelkov. Izpod turške oblasti je bilo Vranje osvobojeno leta 1878. Kraj je znan po značilni balkanski kulinariki in arhitekturi. Ohranjeni so številni kulturni spomeniki iz turških časov (haman – turško kopališče, turški most, vodnjak Đorenka, dva pašina dvorca, pravoslavna cerkev z lepim ikonostasom in drugo). V Vranju stoji rojstna hiša pisatelja Borisava Stankovića, avtorja znanih del, kot so Koštana in Nečista krv.

## Demografija
V Vranju je ob popisu leta 2011 živelo 55 138 prebivalcev.
| Pregled števila prebivalcev po letih | Pregled števila prebivalcev po letih | Pregled števila prebivalcev po letih | Pregled števila prebivalcev po letih | Pregled števila prebivalcev po letih | Pregled števila prebivalcev po letih | Pregled števila prebivalcev po letih | Pregled števila prebivalcev po letih |
| ------------------------------------ | ------------------------------------ | ------------------------------------ | ------------------------------------ | ------------------------------------ | ------------------------------------ | ------------------------------------ | ------------------------------------ |
| 1948                                 | 1953                                 | 1961                                 | 1971                                 | 1981                                 | 1991                                 | 2002                                 | 2011                                 |
| 11.252                               | 13.465                               | 17.999                               | 28.613                               | 44.094                               | 51.818                               | 55.052                               | 55.138                               |

| Etnična sestava po popisu iz leta 2011 | Etnična sestava po popisu iz leta 2011 | Etnična sestava po popisu iz leta 2011 | Etnična sestava po popisu iz leta 2011 | Etnična sestava po popisu iz leta 2011 |
| -------------------------------------- | -------------------------------------- | -------------------------------------- | -------------------------------------- | -------------------------------------- |
| Srbi                                   | Srbi                                   |                                        | 50.562                                 | 91,70%                                 |
| Romi                                   | Romi                                   |                                        | 2.750                                  | 4,75%                                  |
| Bolgari                                | Bolgari                                |                                        | 458                                    | 0,83%                                  |
| Makedonci                              | Makedonci                              |                                        | 214                                    | 0,39%                                  |
| Črnogorci                              | Črnogorci                              |                                        | 45                                     | 0,08%                                  |
| Goranci                                | Goranci                                |                                        | 43                                     | 0,08%                                  |
| Hrvati                                 | Hrvati                                 |                                        | 27                                     | 0,05%                                  |
| Jugoslovani                            | Jugoslovani                            |                                        | 15                                     | 0,03%                                  |
| Muslimani                              | Muslimani                              |                                        | 15                                     | 0,03%                                  |
| Albanci                                | Albanci                                |                                        | 11                                     | 0,02%                                  |
| Slovaki                                | Slovaki                                |                                        | 7                                      | 0,01%                                  |
| Slovenci                               | Slovenci                               |                                        | 6                                      | 0,01%                                  |
| Madžari                                | Madžari                                |                                        | 5                                      | 0,01%                                  |
| Bošnjaki                               | Bošnjaki                               |                                        | 4                                      | 0,01%                                  |
| Ostali                                 | Ostali                                 |                                        | 42                                     | 0,08%                                  |
| Regionalna pripadnost                  | Regionalna pripadnost                  |                                        | 7                                      | 0,01%                                  |
| Neopredeljeni                          | Neopredeljeni                          |                                        | 610                                    | 1,10%                                  |
| Neznano                                | Neznano                                |                                        | 356                                    | 0,64%                                  |